# Haddam (Kansas)
Pour les articles homonymes, voir Haddam.
Haddam est une ville américaine située dans le comté de Washington, au Kansas. Selon le recensement de 2010, sa population est de 104 habitants.
Fondée en 1869, elle prend le nom de la ville homonyme du Connecticut.